# Cymones bicoloripes
Cymones bicoloripes is een keversoort uit de familie zwamkevers (Endomychidae). De wetenschappelijke naam van de soort werd in 1953 gepubliceerd door Maurice Pic.